# 안토니우 시우바

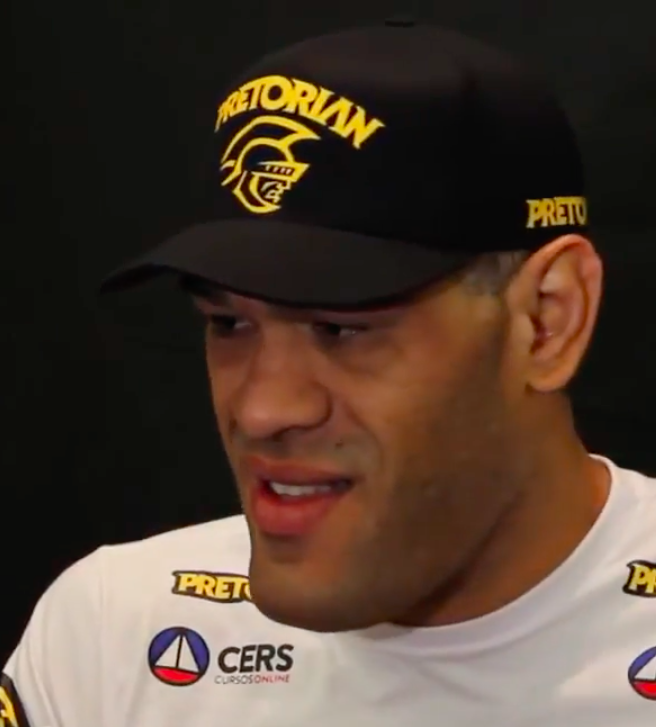
시우바(2013년)

안토니우 카를루스 시우바(포르투갈어: Antônio Carlos Silva, 1979년 9월 14일~)는 브라질의 종합격투기 선수이다. 발 크기가 33cm로 매우 크기 때문에 별명은 'Pezão'이며, 북미권에서는 그것을 영어로 번역한 '빅풋'이다. 그가 이런 거대한 발 크기와 신체사이즈를 가지게된건 말단비대증 때문이라고 한다.
스트라이크포스에서 표도르 예멜리야넨코를 이기는 이변을 보여주기도 하였다.
UFC로 이적한 후 마크 헌트와의 경기에서 박빙의 대결을 보여주며 무승부를 거두었으나 경기 이후 금지약물 복용이 적발되면서 마크 헌트의 전적상에는 무승부가 유지되었지만 자신의 전적은 무효처리되었다. 그 이후 소야 파렐레이전을 제외하고 안드레이 아를로우스키, 프랭크 미어, 마크 헌트 등 여러 선수에게 연이어 불과 1라운드만에 어이없게 패배하였으며, 특히 마크 헌트와의 재경기에서는 그 전에 보여주었던 모습은 다 어디로 가고 펀치 한 방에 무기력하게 1라운드만에 패배하는 등, 그간 보여주었던 강력한 맷집이 모두 다 금지약물의 복용으로 인한 것이 아닌가하는 의심과 손가락질을 받게 된다. 그 이후로도 스테판 스트루브에게도 역시나 1라운드 만에 실신 패배하였으며, 로이 넬슨과의 경기에서는 의외로 정타를 한 방 맞고도 바로 KO되지는 않았지만, 두 번째 정타를 맞고 결국 2라운드만에 또다시 무기력하게 패배하였다. 결국 그 경기이후 UFC측에서 연패의 늪에빠진 그를 방출하였다. 방출당한 후 러시아의 격투기 단체에서 무패의 신예 격투기 선수와 경기를 가지며 재기를 노렸지만 결국 판정패를 당하며 또다시 패배의 쓴맛을 맛봐야 했다.

## 종합격투기 전적
| 프로 종합격투기 전적 | 프로 종합격투기 전적 | 프로 종합격투기 전적 | 프로 종합격투기 전적 | 프로 종합격투기 전적 | 프로 종합격투기 전적 | 프로 종합격투기 전적 | 프로 종합격투기 전적 |
| -------------------- | -------------------- | -------------------- | -------------------- | -------------------- | -------------------- | -------------------- | -------------------- |
| 32 시합              | (T)KO                | 항복                 | 판정                 | 실격                 | 그 밖                | 비김                 | 무효                 |
| 19 승                | 14                   | 3                    | 2                    | 0                    | 0                    | 0                    | 1                    |
| 12 패                | 10                   | 0                    | 2                    | 0                    | 0                    | 0                    | 1                    |